# Соломонові Острови на літніх Олімпійських іграх 1996
Соломонові Острови брали участь в Літніх Олімпійських іграх 1996 року в Атланті (США) в четвертий раз за свою історію, але не завоювали жодної медалі. Збірну країни представляли 4 спортсмена, які брали участь у змаганнях з легкої і важкої атлетики.

## Легка атлетика
Спортсменів — 3
Чоловіки
| Спортсмен   | Вид                  | Забіг        | Забіг | Півфінал   | Півфінал   | Фінал      | Фінал      |
| Спортсмен   | Вид                  | Результат    | Місце | Результат  | Місце      | Результат  | Місце      |
| ----------- | -------------------- | ------------ | ----- | ---------- | ---------- | ---------- | ---------- |
| Селвін Коул | 1500м                | 4.03,44      | 12    | Не пройшов | Не пройшов | Не пройшов | Не пройшов |
| Прімо Хіга  | 3000 м з перешкодами | Не фінішував | -     | Не пройшов | Не пройшов | Не пройшов | Не пройшов |

Жінки
| Спортсмен        | Вид  | Забіг     | Забіг | Чвертьфінал | Чвертьфінал | Півфінал   | Півфінал   | Фінал      | Фінал      |
| Спортсмен        | Вид  | Результат | Місце | Результат   | Місце       | Результат  | Місце      | Результат  | Місце      |
| ---------------- | ---- | --------- | ----- | ----------- | ----------- | ---------- | ---------- | ---------- | ---------- |
| Нестер Генівалаа | 100м | 13,74     | 8     | Не пройшла  | Не пройшла  | Не пройшла | Не пройшла | Не пройшла | Не пройшла |

## Важка атлетика
Спортсменів — 1
| Спортсмен   | Категорія | Маса  | Ривок | Ривок | Ривок | Поштовх | Поштовх | Поштовх | Всього | Місце |
| Спортсмен   | Категорія | Маса  | 1     | 2     | 3     | 1       | 2       | 3       | Всього | Місце |
| ----------- | --------- | ----- | ----- | ----- | ----- | ------- | ------- | ------- | ------ | ----- |
| Тоні Аналау | 64 кг     | 61,87 | 80    | 80    | 80    | -       | -       | -       | 0      | -     |